# Up (Great Big Sea-album)
 For alternative betydninger, se Up. (Se også artikler, som begynder med Up)
Up er det andet studiealbum fra det canadiske folkrockband Great Big Sea. Det blev udgivet i september 1995. Det blev godt modtager af anmeldere og publikum, og med over 100.000 solgte eksemplarer i Canada modtog albummet 4x platin.

## Spor
1. "Run Runaway" (Noddy Holder, Jim Lea) 2:51
2. "Goin' Up" (Alan Doyle) 3:12
3. "Fast As I Can" (Alan Doyle) 4:11
4. "Mari-Mac" (arrangeret af Alan Doyle, Séan McCann, Bob Hallett, Darrell Power) 2:33
5. "Dancing With Mrs. White" (Traditionel) 2:07
6. "Something To It" (Séan McCann) 2:21
7. "Buying Time" (Bob Hallett, Séan McCann) 3:07
8. "Lukey" (arranget af Alan Doyle, Séan McCann, Bob Hallett, Darrell Power) 3:10
9. "The Old Black Rum" (Bob Hallett) 2:29
10. "The Chemical Worker's Song (Process Man)" (Ron Angel) 2:41
11. "Wave Over Wave" (Jim Payne, Janice Spence) 3:49
12. "Billy Peddle" (Traditional) 2:46
13. "Nothing Out Of Nothing" (Séan McCann) 2:39
14. "The Jolly Butcher" (Traditionel) 3:14
15. "Rant & Roar" (Traditionel) 2:40

## Singler
- "Going Up" toppede som #70 på Canadian Singles Chart[2]
- "Fast As I Can" toppede som #50 på Canadian Singles Chart[3]